# Universitat de Tunis El Manar
La Universitat de Tunis El Manar, UTM (àrab: جامعة تونس المنار, Jāmiʿat Tūnis al-Manāra) és una universitat situada a Tunis, Tunísia. Va ser fundada l'any 2000 i està organitzada en onze facultats.
Segons el rànquing URAP (Rànquing universitari per rendiment acadèmic) de 2019-2020, és la millor universitat de Tunísia i la 613a universitat del món.
Segons el rànquing de Xangai del 2019, la universitat ocupa el primer lloc al Magrib, el desè a nivell àrab i l'onzè a l'Àfrica. També s'inclou a la llista de les 500 millors universitats de les especialitats de medicina clínica i biotecnologia.

## Història
La Universitat de Tunis El Manar va ser creada l'any 1987 amb la denominació "Universitat de Ciències, Tècniques i Medicina de Tunis" per l'article 97 de la Llei núm. 87-83 de 31 de desembre de 1987. Pren el seu nom actual amb el decret núm. 2000-2826, de 27 de novembre de 2000, relatiu al canvi de denominació de les universitats.

## Organització
Té onze facultats, escoles i instituts:
- Facultat de Dret i Ciències Polítiques
- Facultat de Medicina
- Facultat de Ciències Econòmiques i de Gestió
- Facultat de Ciències
- Escola Nacional d'Enginyeria
- Institut Bourguiba de Llengües Modernes
- Institut Preparatori d'Estudis d'Enginyeria

## Antics alumnes
- Afwa Thameur, agrònom i especialista en tolerància a la sequera en cultius.